# Arcadio Venturi
Arcadio Venturi (18. květen 1929, Vignola, Itálie) je bývalý italský fotbalový záložník a mládežnický trenér.

## Kariéra
Fotbalovou kariéru začal v provinčním klubu ve Vignolese. Od roku 1948 byl hráčem Říma. Zde strávil devět let a poté odešel do Interu, kde hrál tři roky. Kariéru zakončil v dresu Brescie v roce 1962.
Za reprezentaci odehrál šest utkání. Byl na OH 1952. Zde vstřelil jedinou branku v reprezentaci. Bylo to proti USA (8:0).

## Statistika

### Klubová
| Sezóna          | Klub            | Liga            | Liga   | Liga | Ligové poháry | Ligové poháry | Ligové poháry | Kontinentální poháry | Kontinentální poháry | Kontinentální poháry | Celkem | Celkem |
| Sezóna          | Klub            | Soutěž          | Zápasy | Góly | Soutěž        | Zápasy        | Góly          | Soutěž               | Zápasy               | Góly                 | Zápasy | Góly   |
| --------------- | --------------- | --------------- | ------ | ---- | ------------- | ------------- | ------------- | -------------------- | -------------------- | -------------------- | ------ | ------ |
| 1948/49         | Řím             | Serie A         | 34     | 6    | -             | 0             | 0             | -                    | 0                    | 0                    | 34     | 6      |
| 1949/50         | Řím             | Serie A         | 35     | 1    | -             | 0             | 0             | -                    | 0                    | 0                    | 35     | 1      |
| 1950/51         | Řím             | Serie A         | 36     | 1    | -             | 0             | 0             | -                    | 0                    | 0                    | 36     | 1      |
| 1951/52         | Řím             | Serie B         | 37     | 6    | -             | 0             | 0             | -                    | 0                    | 0                    | 37     | 6      |
| 1952/53         | Řím             | Serie A         | 34     | 1    | -             | 0             | 0             | -                    | 0                    | 0                    | 34     | 1      |
| 1953/54         | Řím             | Serie A         | 30     | 0    | -             | 0             | 0             | Stř.P                | 2                    | 0                    | 32     | 0      |
| 1954/55         | Řím             | Serie A         | 31     | 2    | -             | 0             | 0             | -                    | 0                    | 0                    | 31     | 2      |
| 1955/56         | Řím             | Serie A         | 24     | 0    | -             | 0             | 0             | -                    | 0                    | 0                    | 24     | 0      |
| 1956/57         | Řím             | Serie A         | 27     | 2    | -             | 0             | 0             | -                    | 0                    | 0                    | 27     | 2      |
| Celkem za Řím   | Celkem za Řím   | Celkem za Řím   | 288    | 19   | -             | 0             | 0             | -                    | 2                    | 0                    | 290    | 19     |
| 1957/58         | Inter           | Serie A         | 20     | 0    | IP            | 5             | 0             | -                    | 0                    | 0                    | 25     | 0      |
| 1958/59         | Inter           | Serie A         | 14     | 0    | IP            | 1             | 0             | -                    | 0                    | 0                    | 15     | 0      |
| 1959/60         | Inter           | Serie A         | 23     | 0    | IP            | 1             | 0             | PMEZ                 | 3                    | 0                    | 27     | 0      |
| Celkem za Inter | Celkem za Inter | Celkem za Inter | 57     | 0    | -             | 7             | 0             | -                    | 3                    | 0                    | 67     | 0      |
| 1960/61         | Brescia         | Serie B         | 27     | 2    | IP            | 2             | 0             | -                    | 0                    | 0                    | 29     | 2      |
| Celkově         | Celkově         | Celkově         | 372    | 21   | -             | 9             | 0             | -                    | 5                    | 0                    | 386    | 21     |

### Reprezentační

#### Statistika na velkých turnajích
| Reprezentace | Rok     | Zápasy       | Zápasy | Zápasy   | Zápasy           | Zápasy           | Zápasy   |
| Reprezentace | Rok     | Fáze turnaje | Datum  | Soupeř   | Odehraných minut | Vstřelené branky | Výsledek |
| ------------ | ------- | ------------ | ------ | -------- | ---------------- | ---------------- | -------- |
| Itálie       | OH 1952 | Předkolo     | 16. 7. | USA      | 90               | 1                | 8:0      |
| Itálie       | OH 1952 | 1. kolo      | 21. 7. | Maďarsko | 90               | 0                | 0:3      |

#### Reprezentační branka
| Gól | Datum       | Stadion                         | Soupeř | Skóre | Výsledek | Soutěž             |
| --- | ----------- | ------------------------------- | ------ | ----- | -------- | ------------------ |
| 010 | 16. 7. 1952 | Ratina Stadion, Tampere, Finsko | USA    | 3:0   | 8:0      | OH 1952 – předkolo |

## Úspěchy

### Klubové

#### Národní
- vítěz 2. italské ligy (1x)

Řím: 1951/52

### Reprezentační
- 1× na MP (1948–1953)
- 1× na OH (1952)